# Martinshöhe
Martinshöhe là một đô thị ở huyện Kaiserslautern, bang Rheinland-Pfalz, phía tây nước Đức. Đô thị Martinshöhe có diện tích 10,92 km².